# Hexosamine

Strukturformel eines α-D-Glucosamin mit der Aminogruppe

α-D-Glucose mit der typischen OH-Gruppe

Hexosamine sind Aminozucker, die sich von Hexosen formal ableiten durch den Ersatz einer Hydroxygruppe durch eine  Aminogruppe.

## Bekannte Vertreter
| Hexosamin    | Ursprung (Zucker) |
| ------------ | ----------------- |
| Fructosamin  | Fructose          |
| Galactosamin | Galactose         |
| Glucosamin   | Glucose           |
| Mannosamin   | Mannose           |